# Willem III của Hà Lan
Willem III (tiếng Hà Lan: Willem Alexander Paul Frederik Lodewijk, tiếng Anh: William Alexander Paul Frederick Louis; 19 tháng 2 năm 1817 - 23 tháng 11 năm 1890) là Vua của Hà Lan và Đại công tước Luxembourg từ năm 1849 cho đến khi ông tạ thế vào năm 1890. Ông cũng là Công tước xứ Limburg từ năm 1849 cho đến khi công quốc bị bãi bỏ vào năm 1866.
Willem là con trai của Vua Willem II của Hà Lan và mẹ là Vương hậu Anna Pavlovna của Nga. Khi ông nội Willem I thoái vị vào năm 1840, cha của ông lên kế vị ngai vàng với vương hiệu Willem II, bản thân ông trở thành Thân vương xứ Oranje. Sau khi vua cha tạ thế vào năm 1849, ông lên kế vị ngai vàng với vương hiệu Willem III.
Willem kết hôn với người em họ Sophie của Württemberg vào năm 1839 và họ có với nhau 3 con trai, gồm: William, Thân vương xứ Oranje, Vương tử Maurice của Hà Lan và Alexander, Thân vương xứ Oranje, cả 3 người con trai này đều không thể kế vị ngai vàng vì đều qua đời trước vua cha Willem III. Sau cái chết của Sophie vào năm 1877, ông kết hôn với Emma xứ Waldeck và Pyrmont vào năm 1879 và họ có với nhau 1 con gái là Vương nữ Wilhelmina, người sẽ trở thành nữ vương của Hà Lan trong tương lai. Cái chết của Willem cũng khiến cho Vương tộc Oranje-Nasau để mất ngài vàng Đại công quốc Luxembourg vào tay người họ hàng Thân vương Adolphe của Vương tộc Nassau-Weilburg, vì Luxembourg thực hiện Luật Salic, không để phụ nữ thừa kế tước vị và tài sản.

## Cuộc sống đầu đời

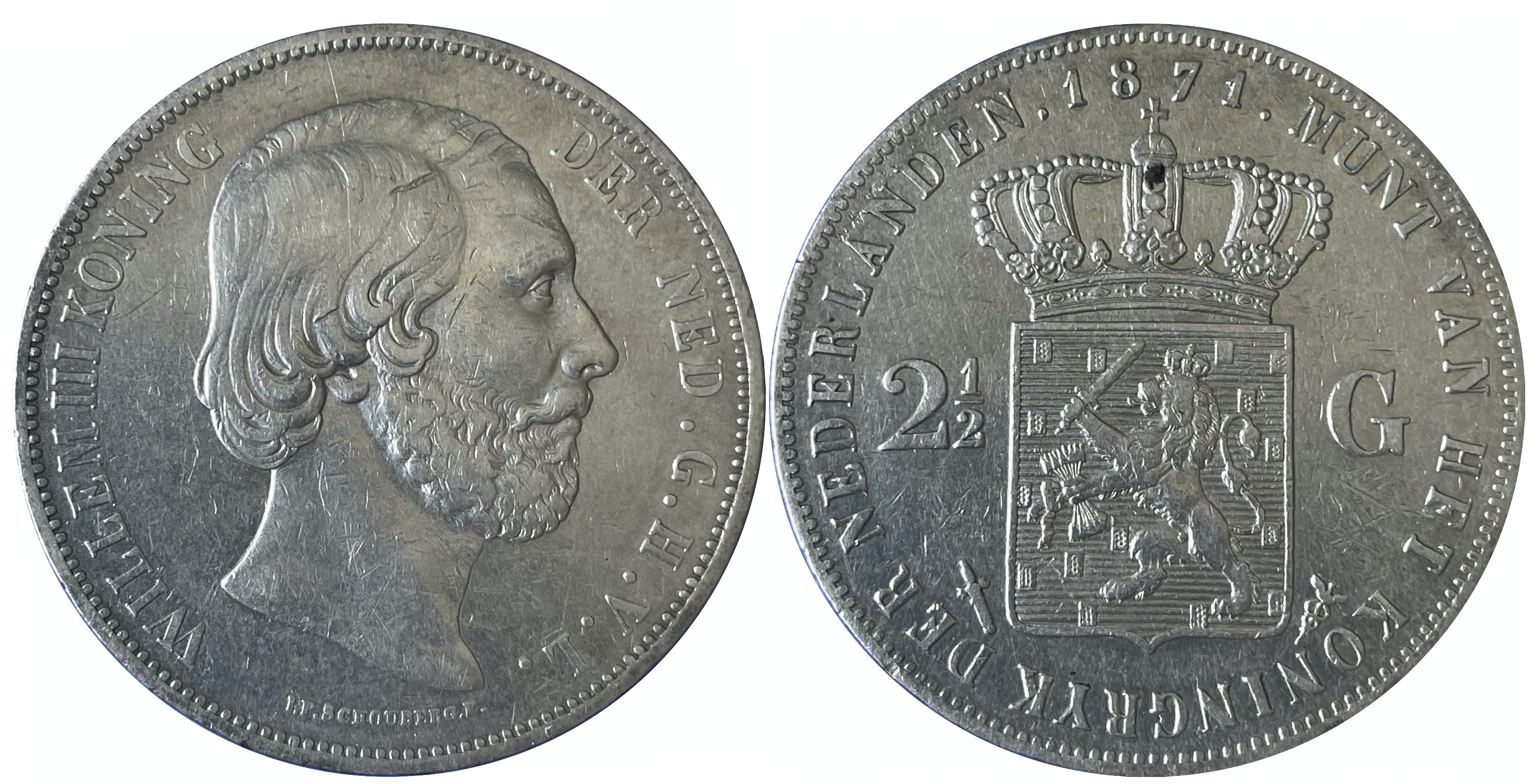
Xu bạc: 2½ gulden Vương quốc Hà Lan với mặt trước là chân dung Vua Willem III, đúc năm 1871

Willem sinh ngày 19/02/1817 tại Cung điện Quốc gia ở Brussels, thời điểm đó vẫn thuộc Vương quốc Hà Lan (ngày nay là thủ đô của Vương quốc Bỉ). Ông là con trai cả của Thân vương Willem xứ Oranje (sau là Vua Willem II) và mẹ là Anna Pavlovna của Nga. Ông có 3 em trai, một trong số họ đã qua đời khi còn bé, và một em gái.
Năm 1827, khi mới 10 tuổi, ông được phong quân hàm đại tá danh dự trong Quân đội Hoàng gia Hà Lan. Trong năm 1830, ông giữ chức trung uý trong Trung đoàn Grenadiers. Năm 1834, ông được phong làm chỉ huy danh dự của Trung đoàn Grenadiers của Kiev, thuộc Đế quốc Nga.
Ông kết hôn với người em họ đầu tiên của mình - Vương nữ Sophie, con gái Vua Wilhelm I của Württemberg và mẹ của cô là Yekaterina Pavlovna của Nga. Họ thành hôn tại Stuttgart vào ngày 18/06/1839 và cuộc hôn nhân này đã không hạnh phúc. Sophie là một trí thức tự do, ghét mọi thứ thể hiện tư tưởng độc tài, chẳng hạn như quân đội. Trong khi đó Willem III lại là một vị quân chủ bảo thủ, yêu thích quân đội. Thông qua thư từ với Sophie, Nữ hoàng Victoria của Anh đã gọi Willem III là "một nông dân thất học".
Willem rất ghét những thay đổi Hiến pháp năm 1848, do cha ông là Willem II của Hà Lan và Johan Rudolf Thorbecke khởi xướng. Cha ông xem bản hiến pháp này là chìa khoá để giúp nền quân chủ Hà Lan tiếp tục tồn tại. Sophie, một người theo chủ nghĩa tự do cũng có chung quan điểm này. Bản nhân Willem thì xem đây là bức tường hạn chế quyền lực hoàng gia và ông thích cai trị đất nước theo kiểu chuyên chế khai sáng theo khuôn mẫu của ông nội mình, Vua Willem I của Hà Lan. Ông đã từng nghĩ đến việc nhường ngôi cho em trai mình là Hoàng từ Henry và sau đó là cho người con trai lớn, nhưng mẹ của ông Thái hậu Anna Pavlovna đã thuyết phục ông hủy bỏ quyết định này.
Vào ngày 17 tháng 3 năm 1849, cha của ông qua đời, lúc đó Willem đang là khách của Nữ công tước xứ Cleveland trong Lâu đài Raby. Các đại diện của chính phủ Hà Lan đã đến London để đưa ông về Hà Lan. Willem miễn cưỡng quay trở về. Tuy ông đã đồng ý với mẹ mình lên ngôi vua, nhưng trong một thời gian dài ông đã phân vân về quyết định này.